# Kleomedes van Astypalaia
Kleomedes van Astypalaia (Oudgrieks: Κλεομήδης Ἀστυπαλαιεύς) was een bokser, kindermoordenaar en held uit de oudheid.
In de aanloop naar de 72e Olympische Spelen in 492 v.Chr. zwoer Kleomedes dat hij bij winst een witte stier zou offeren aan de god Apollo. In het gevecht sloeg hij zijn tegenstander Ikkos uit Epidauros dood. De hellanodikai (scheidsrechters) beoordeelden de toegebrachte slag als onreglementair en weigerden hem de zege toe te kennen. Razend keerde Kleomedes naar Astypalaia terug. Hij drong de school binnen, waar zestig jongens aanwezig waren, en haalde met zijn spierkracht een dragende zuil onderuit. Geen enkel kind kwam levend vanonder het puin. 
Na deze misdaad probeerden zijn medeburgers hem te stenigen en vluchtte Kleomedes naar de tempel van Athena. Toen zijn achtervolgers hem ook daar bedreigden, verstopte hij zich in een kist. Deze werd opengebroken, maar er bleek niemand in te zitten. Elk spoor van hem ontbrak. Het orakel van Delphi, dat door de bewoners werd geraadpleegd, verkondigde dat hij de laatste der Heroën was geworden en dat aan hem moest worden geofferd omdat hij niet langer sterfelijk was.
Het verhaal is pas in de 2e eeuw opgetekend door Pausanias, maar ondanks het tijdsverloop van eeuwen wordt een historische kern niet uitgesloten. In dat geval zou het een van de oudste aanwijzingen zijn voor het bestaan van scholen.

## Antieke bronnen
- Pausanias, Beschrijving van Griekenland, 6.9.6–8
- Ploutarchos, Romulus, 28
- Eusebios van Caesarea, Voorbereiding op het Evangelie, 5.34.2
- Origenes, Tegen Kelsos, 3.33

## Voetnoten
1. ↑  Irene Vallejo, Papyrus. Een geschiedenis van de wereld in boeken, 2021, p. 154-155